# 歴史的黒人大学
歴史的黒人大学（れきしてきこくじんだいがく、英語: Historically black colleges and universities、HBCU）は、アフリカ系アメリカ人学生の教育を目的として1964年公民権法以前に設立されたアメリカ合衆国の高等教育機関である。その多くは南部にあり、南北戦争後のリコンストラクション期(1865–1877)の間に設立された。その当初の目的は、米国のほとんどの大学が黒人学生の入学を認めなかった時代に、アフリカ系アメリカ人に教育を提供することであった。
リコンストラクション期には、歴史的黒人大学のほとんどはプロテスタントの宗教団体によって設立された。多くの場合、北部に拠点を置く宗教宣教師組織の支援を受けている。1890年に米国議会が第二次モリル法を可決したことで状況が変化した。この法律において、人種隔離政策をとっている南部の諸州が同法の恩恵を受けるためには、アフリカ系アメリカ人に公立の高等教育機関を提供することが義務付けられた。19世紀には、黒人やアフリカ系アメリカ人の受け入れを拡大するか、少数民族向け教育機関としての地位を獲得した教育機関が、主として黒人の大学（PBI : Predominantly Black Institutions）となった。
1865年にアメリカの奴隷制度が廃止されてからも1世紀にわたり、アメリカ南部諸州のほぼ全ての大学は、南部諸州の州法であるジム・クロウ法の規定により、アフリカ系アメリカ人の入学を全面的に禁止し続けており、また米国内のその他の地域の教育機関も定員枠を設けて黒人の入学数を制限し続けていた。伝統的黒人大学は、アフリカ系アメリカ人により多くの機会を提供するために設立され、アフリカ系アメリカ人の中流階級の確立と拡大に大きく貢献している。1950～1960年代には、教育における人種差別を法的に強制することは米国南部を含めた米国全域で一般に禁止され、その他の差別禁止政策も採用された。かつては殆どの学生が黒人であったが、現在は学生の多様化が進み、白人の学生も多い。
米国には101校の伝統的黒人大学があり（1930年代には121校が存在していた）、米国内の公立と私立を合わせた大学数の3％を占めている。27校が博士課程、52校が修士課程、83校が学士課程、38校が準学士課程を提供している。
ジョージア州のスペルマン大学や、ワシントンD.C.のハワード大学「黒人のハーバード」などは熱心に留学生を誘致している。
歴史的黒人大学は現在、アフリカ系アメリカ人の大学卒業生の約20％、アフリカ系アメリカ人のSTEM系卒業生の25％を輩出している。歴史的黒人大学の卒業生には、公民権運動指導者のマーティン・ルーサー・キング・ジュニア、米国最高裁判所判事のサーグッド・マーシャル、元米国副大統領のカマラ・ハリスなどがいる。
オバマ政権は、HBCUへの支援を1700万ドル拡大させた。また、トランプ政権は2019年に超党派の法案に署名し、HBCUへの年間2億5000万ドル以上の支援を決定した。

## 歴史

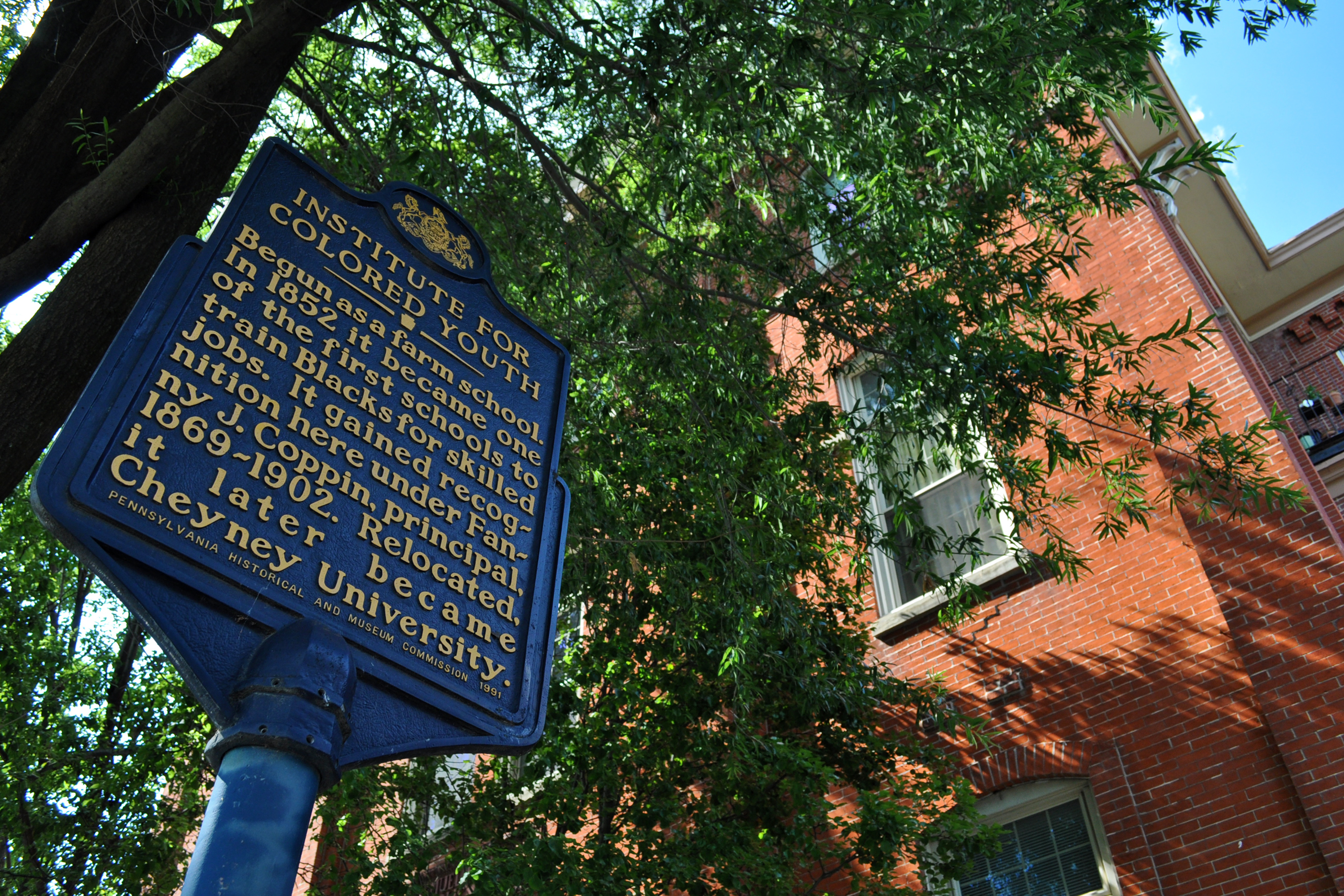
ペンシルベニア・チェイニー大学は1837年に有色人種青年学院として設立された米国で最も古いHBCUである

### 私立学校
アメリカ南北戦争以前に設立されたHBCUには、1837年のペンシルベニア・チェイニー大学、1851年のコロンビア特別区大学（創立当時は「マイナー有色人種女子学校」という名称）、1854年のリンカーン大学などがある 。ウィルバーフォース大学もアメリカ南北戦争以前に設立された。この大学は、1856年にオハイオ州のアフリカ系メソジスト監督教会と、主に白人のメソジスト監督教会との協力により設立された。
HBCU は初期の頃は物議を醸した。「1847年全米有色人種およびその友人会議」では、有名な黒人演説家フレデリック・ダグラス、ヘンリー・ハイランド・ガーネット、アレクサンダー・クラメルがそのような黒人高等教育機関の要否について議論した。そこで、クラメルは人種差別を受けない環境を提供するためには HBCU が必要だと主張した。一方、ダグラスとガーネットは黒人が自ら人種隔離するのは黒人コミュニティにとって損になりうると主張した。同会議の過半数は HBCU を支援すべきであると投票した。
ほとんどのHBCUはアメリカ南北戦争後に南部に設立されたが、その多くは北部に拠点を置く宣教団体、特にアメリカ宣教協会の支援を受けていた。解放奴隷局は新しい学校の資金調達に大きな役割を果たした。
アトランタ大学（現在のクラーク・アトランタ大学）は、1865年9月19日にアメリカ南部で初めてのHBCUとして設立された。アトランタ大学は、米国内で初めてアフリカ系アメリカ人に学位を授与した大学院であり、南部で初めてアフリカ系アメリカ人に学士号を授与した大学である。クラーク・カレッジ（1869年）は、アフリカ系アメリカ人の学生を対象とする国内初の4年制リベラル・アーツ・カレッジである。この2校は1988年に統合され、クラーク・アトランタ大学となった。ショー大学は1865年12月1日に設立され、米国南部で2番目に設立されたHBCUであった。1865年には、ウェストバージニア州ハーパーズ・フェリーにストーラー・カレッジ（1865～1955年）も設立された。ストーラー大学の旧キャンパスと建物は、その後ハーパーズ・フェリー国立歴史公園に組み込まれた。
これらの大学のいくつかは、最終的に政府の支援を受けて公立大学になった。

### 公立学校
1862年、連邦政府のモリル法は各州に土地付与大学を規定した。モリル法に基づいて北部と西部で設立された教育機関は黒人に開放されていた。しかし、17の州(ほぼすべてが南部)では、南北戦争後も人種隔離制度を義務付け、土地付与大学から黒人学生を排除していた。1870年代には、ミシシッピ州、バージニア州、サウスカロライナ州がそれぞれ1校のアフリカ系アメリカ人の大学(アルコーン大学、ハンプトン学院、クラフリン大学)を土地付与大学として指定した。これを受けて、議会は1890年第2次モリル法（1890年農業大学法としても知られる）を可決し、既存の土地付与大学から黒人が排除されている場合、州は黒人のために別の土地付与大学を設立することを義務付けた。HBCUの多くは、第2モリル法を満たすために州によって設立された 。これらの土地付与大学は、研究、継続教育、アウトリーチ活動のために毎年連邦政府からの資金援助を受け続けている。

### 主として黒人の大学
「主として黒人の大学(Predominantly black institutions : PBI)」とは、HBCUの法的な定義を満たしていないが、主にアフリカ系アメリカ人のために教育を提供している大学である。PBIの例をいくつか挙げると、ジョージア州立大学、シカゴ州立大学、トリニティ・ワシントン大学、フィラデルフィア・コミュニティ・カレッジなどがある。

### スポーツ
1920年代から1930年代にかけて、歴史的黒人大学はスポーツに強い関心を抱くようになった。州立大学ではスポーツが急速に普及していたが、黒人のスター選手が採用されることは少なかった。黒人向け新聞はスポーツにおける成功を人種的進歩の証しとして称揚した。黒人学校はコーチを雇い、スター選手を採用して起用し、独自のリーグを設立した。
幾つかの歴史的黒人大学には独特の「HBCUスタイル」と称されるマーチングバンドの伝統がある。大学間のフットボールの試合のハーフタイムショーなどでパフォーマンスを披露し、大学の誇りやアイデンティティ形成に貢献している。American Honda Motor Company社がスポンサーとなって、人気のあるHBCUバンドを招待する「Honda Battle of the Bands」という大会もほぼ毎年開かれている。

### ユダヤ人避難民
1930年代、ヒトラーの台頭と、ヒトラーが権力を握った後の戦前ナチスドイツにおける反ユダヤ法の施行後、ヨーロッパから逃れた多くのユダヤ人知識人が米国に移住し、歴史的黒人大学で教職に就いた。特に1933年は、ますます抑圧的になるナチスの政策から逃れようとした多くのユダヤ人学者にとって厳しい年であり、特に大学での職を剥奪する法律が可決された後はなおさら厳しくなった。ドイツ国外に目を向けたユダヤ人は、スペイン内戦や、ヨーロッパにおける一般的な反ユダヤ主義などの災難のため、他のヨーロッパ諸国で職を見つけることができなかった 。米国では、彼らは学問的キャリアを続けることを望んだが、ごく少数を除いて、世界恐慌時代のアメリカのエリート教育機関ではほとんど受け入れられなかった。それらの教育機関にも反ユダヤ主義の底流があった。
こうした現象の結果、1933年から1945年にかけて多くのHBCUで雇用された教員の3分の2以上が、ナチスドイツから逃れるために米国に渡った人々であった。HBCUは、ユダヤ人教授は大学の信用を高めるのに役立つ貴重な教員であると考えていた。HBCUには、多様性と、人種、宗教、出身国に関係なく機会を与えることへの固い信念があった。HBCUは平等な学習空間という彼らの掲げる理想により、ユダヤ人にも門戸を開いていた。HBCUは、女性を含むすべての人々が勉学することを歓迎されていると感じられる環境を作ろうと努めていた。

### 第二次世界大戦
HBCU は米国の戦争遂行に多大な貢献を果たした。その一例はアラバマ州の タスキギー大学 で、タスキーギ・エアメン たちは同大学で講義に参加しながら訓練を受けた。

### フロリダ州の黒人短期大学群
1954 年の画期的なブラウン対教育委員会裁判の判決の後、フロリダ州議会はさまざまな郡の支援を得て、アフリカ系アメリカ人を対象に11校の短期大学を開設した。その目的は、フロリダ州では分離すれども平等な教育が機能していることを示すためであった。これ以前には、フロリダ州でアフリカ系アメリカ人を対象にした短期大学は、1949 年に設立されたペンサコーラのブッカー T. ワシントン短期大学の1校のみであった。新たな短期大学は、ギブス短期大学 (1957 年)、ルーズベルト短期大学 (1958 年)、ボルシア郡短期大学 (1958 年)、ハンプトン短期大学 (1958 年)、ローゼンウォルド短期大学 (1958 年)、スワニー川短期大学 (1959 年)、カーバー短期大学 (1960 年)、コリアー・ブロッカー短期大学 (1960 年)、リンカーン短期大学 (1960 年)、ジャクソン短期大学 (1961 年)、ジョンソン短期大学 (1962 年) である。
新しい短期大学群は黒人高校の延長として始まった。高校と同じ施設を使い、しばしば教員団も同じであった。数年後に独自の校舎を建てたところもあった。1964年公民権法が可決され、学校における人種隔離が廃止されると、新設された短期大学群はすべて突然閉鎖された。学生と教員のほんの一部だけが、それまで白人だけだった短期大学に転校できたが、そこではせいぜい冷淡な歓迎しか受けなかった。

### 1965以降
1965 年高等教育法の再承認により、HBCU の学術的、財政的、管理的能力を支援するために連邦政府が HBCU に直接助成金を交付するプログラムが設立された。。 同法のパート B では、各教育機関のPell奨学金の対象となる入学者数、卒業率、およびアフリカ系アメリカ人が過小評価されている分野で学士号取得後の教育を継続する卒業生の割合に基づいて計算される、計算式ベースの奨学金について具体的に規定している。黒人学生が大部分を占める大学であっても、合衆国最高裁判所によるスウェット対ペインター裁判(1950年)およびブラウン対教育委員会裁判(1954年)の判決(公立教育施設における人種差別を違法とした裁判所の判決)および1965年高等教育法の施行後に設立された(またはアフリカ系アメリカ人に門戸を開いた)大学は、HBCUに分類されない。

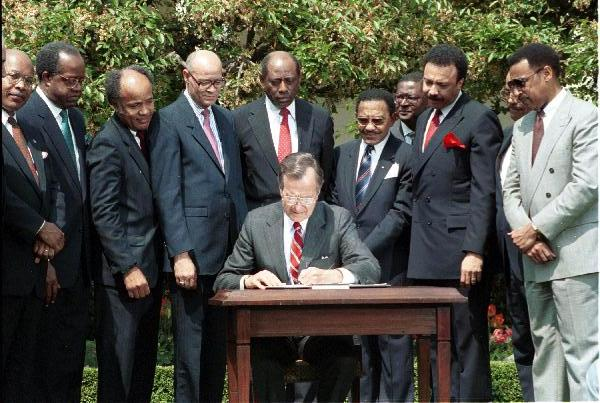
ジョージ H. W. ブッシュ大統領 がホワイトハウスローズ・ガーデンで歴史的黒人大学に関する新たな大統領令に署名(1989 年 4 月)

1980年、ジミー・カーター大統領は、国の公立および私立のHBCUを強化するために十分な資源と資金を配分する大統領令に署名した。彼の大統領令により、「歴史的黒人大学に関するホワイトハウスのイニシアチブ」（WHIHBCU）が創設された。これは、米国教育省が運営する連邦政府資金によるプログラムである。1989年、ジョージ・H・W・ブッシュ大統領は、カーター大統領の先駆的精神を引き継ぎ、大統領令12677号に署名し、HBCUに関する大統領諮問委員会を設立した。この委員会は、政府と長官にこれらの組織の将来の発展について助言するものである。
2001 年から、いくつかの HBCU の図書館長たちは、リソースを共有し、協働する方法について話し合いを始めた。2003 年に、このパートナーシップは HBCU図書館連合 として正式に制定された。これは、「歴史的黒人大学とその構成員を強化するために設計された、さまざまなリソースを提供することに専念する情報専門家の協働を支援するコンソーシアム」である。
2015年、議会で超党派の歴史的黒人大学（HBCU）党員集会が、米国下院議員のアルマ・S・アダムスとブラッドリー・バーンによって設立された。この党員集会は、米国連邦議会でHBCUの擁護を行っている 。2022年5月現在、100人を超える選出政治家がこの党員集会のメンバーである。

## 著名な卒業生

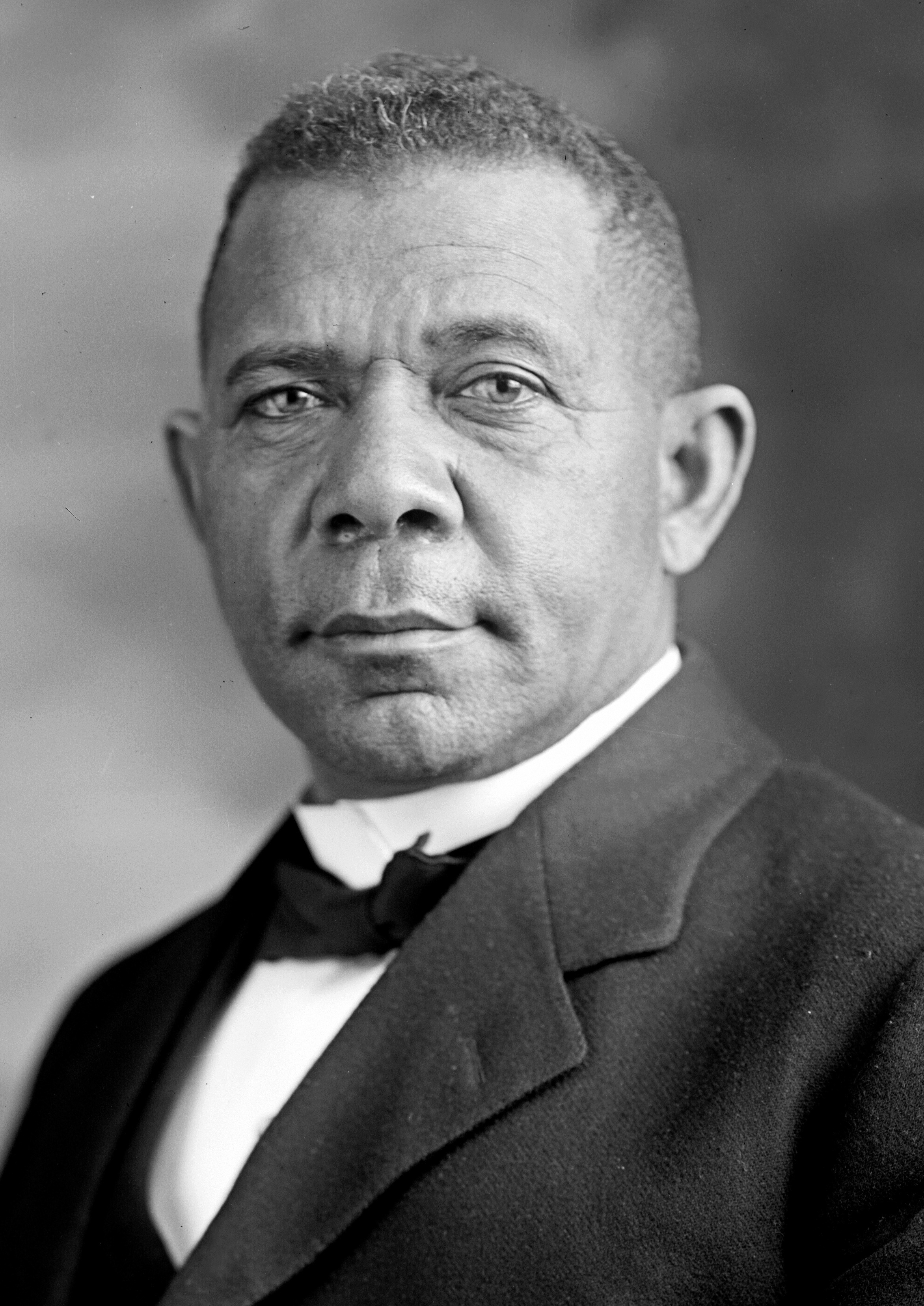
ブッカー・T・ワシントン、教育者、演説者、顧問（ハンプトン）
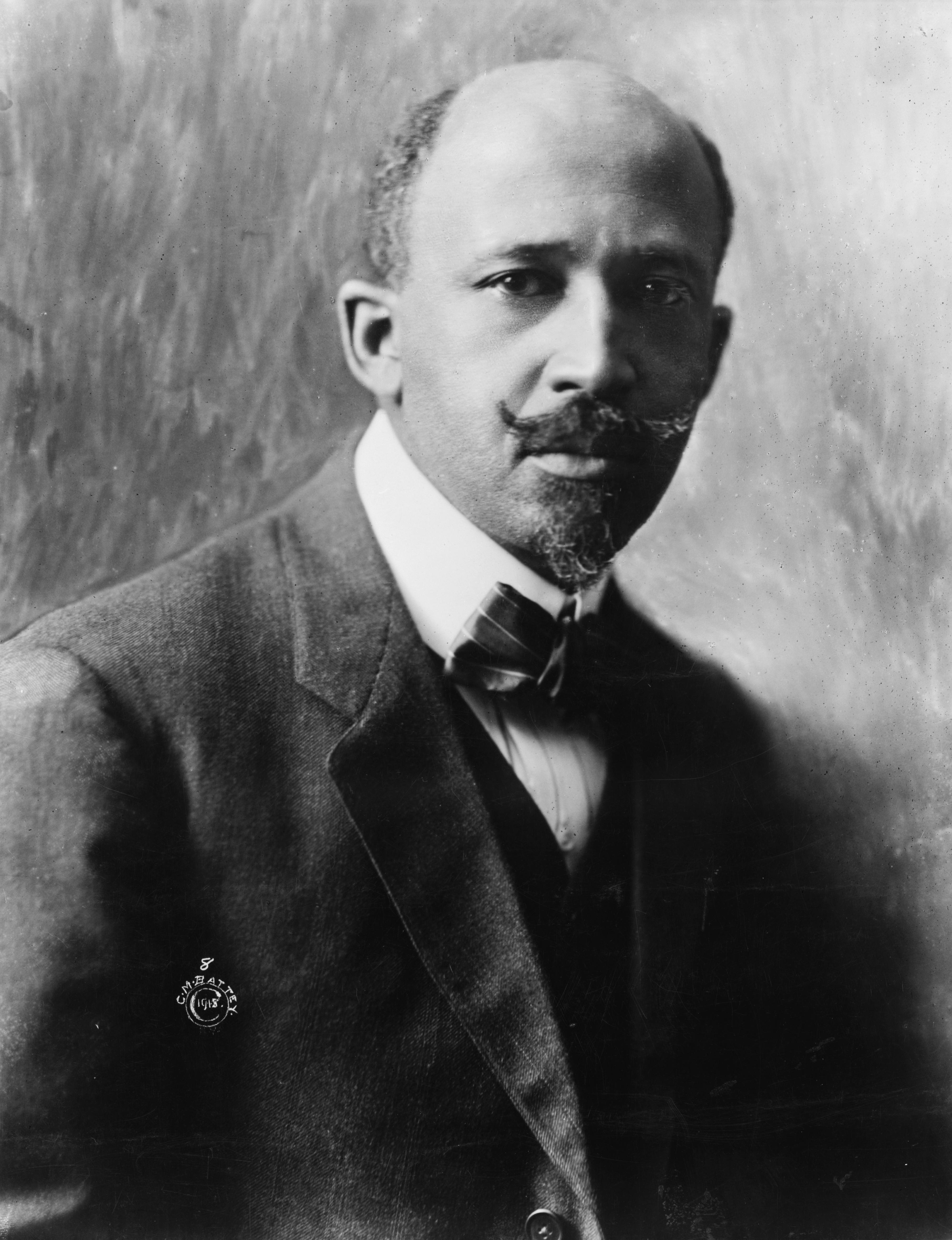
W・E・B・デュボイス、社会学者、歴史家、活動家（フィスク）
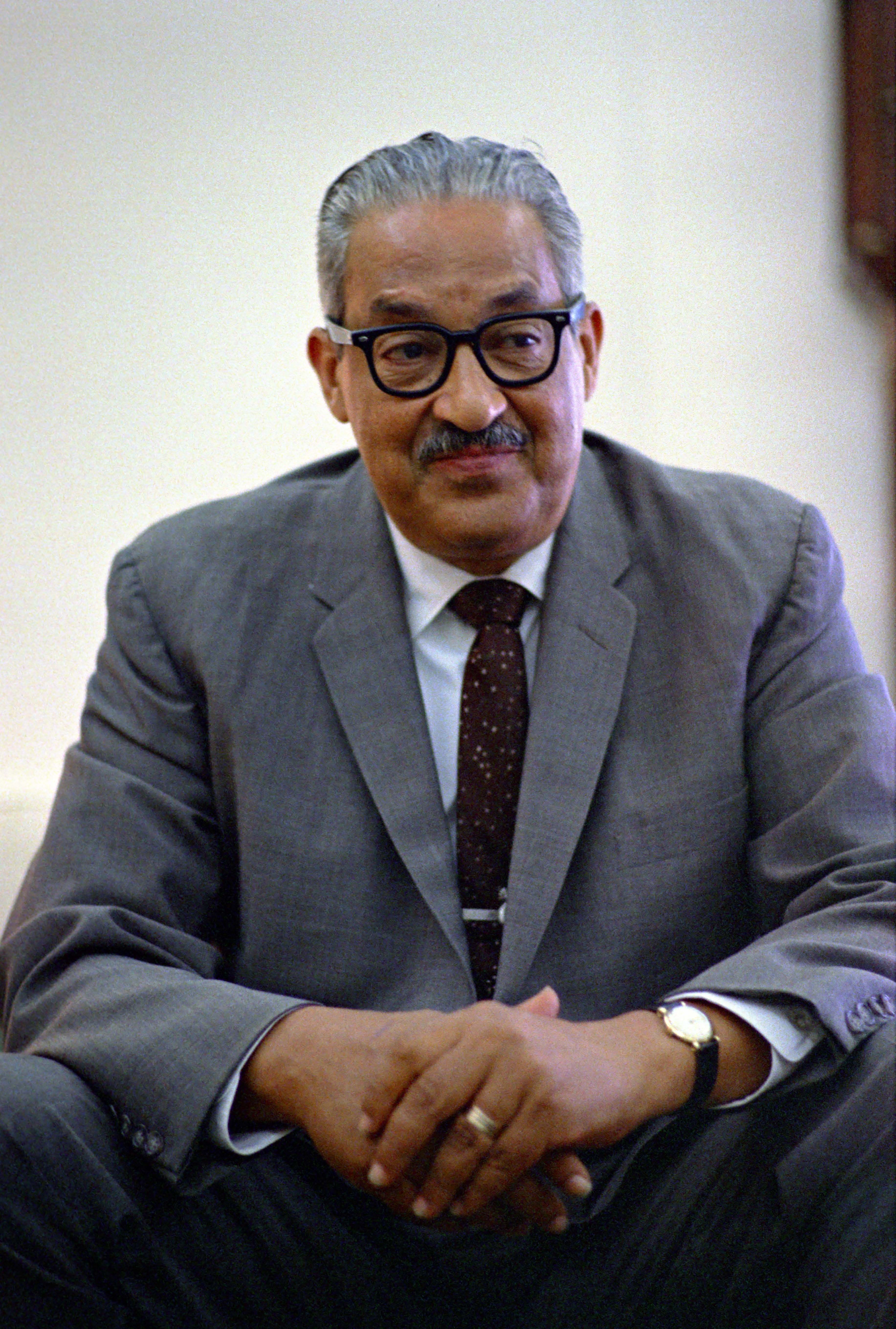
サーグッド・マーシャル、黒人初の最高裁判所判事（リンカーン、ハワード）
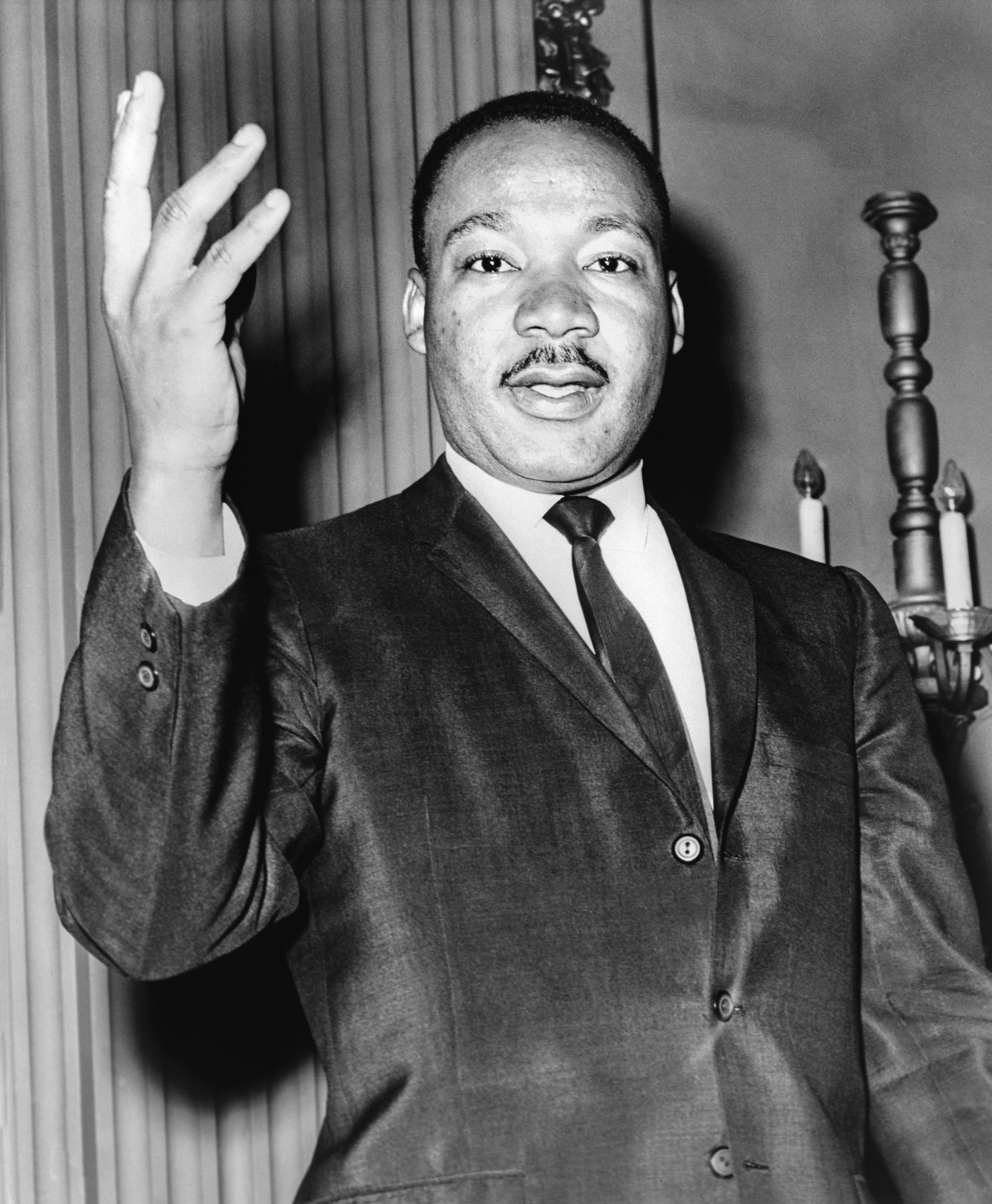
マーティン・ルーサー・キング・ジュニア、公民権運動のリーダー（モアハウス）
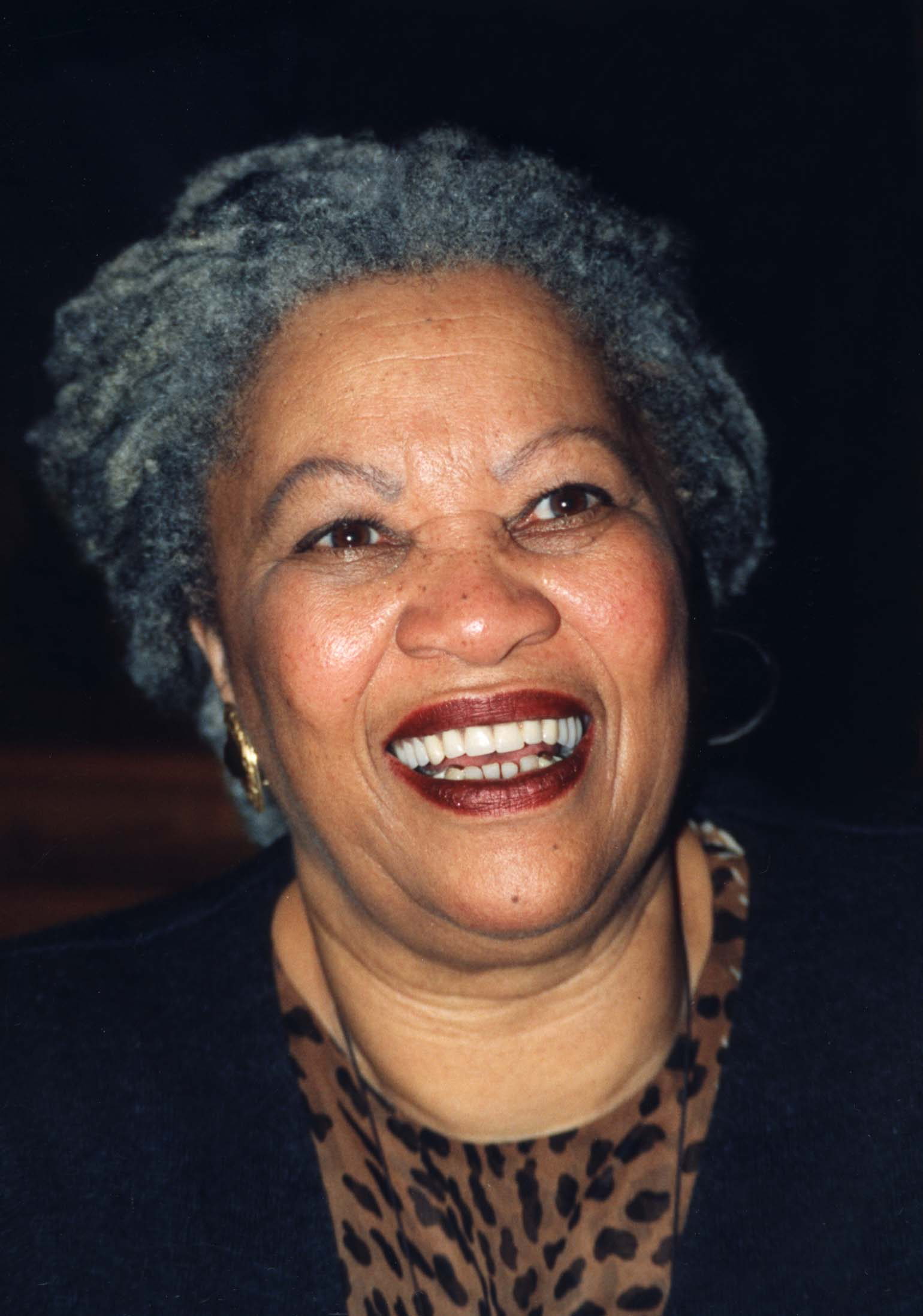
トニ・モリソン、小説家、ノーベル賞受賞者（ハワード）
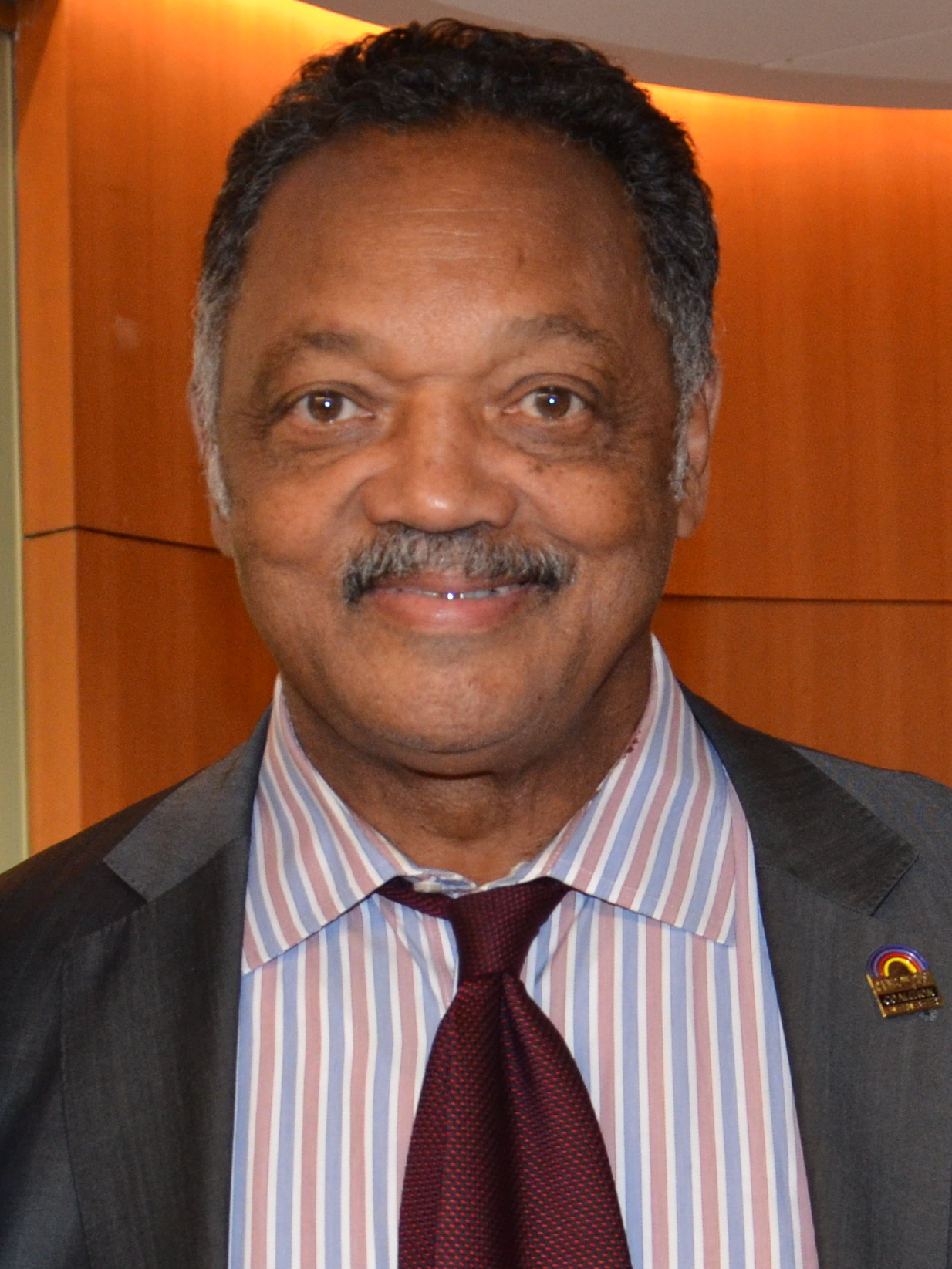
ジェシー・ジャクソン、大臣・政治家（ノースカロライナA＆T）
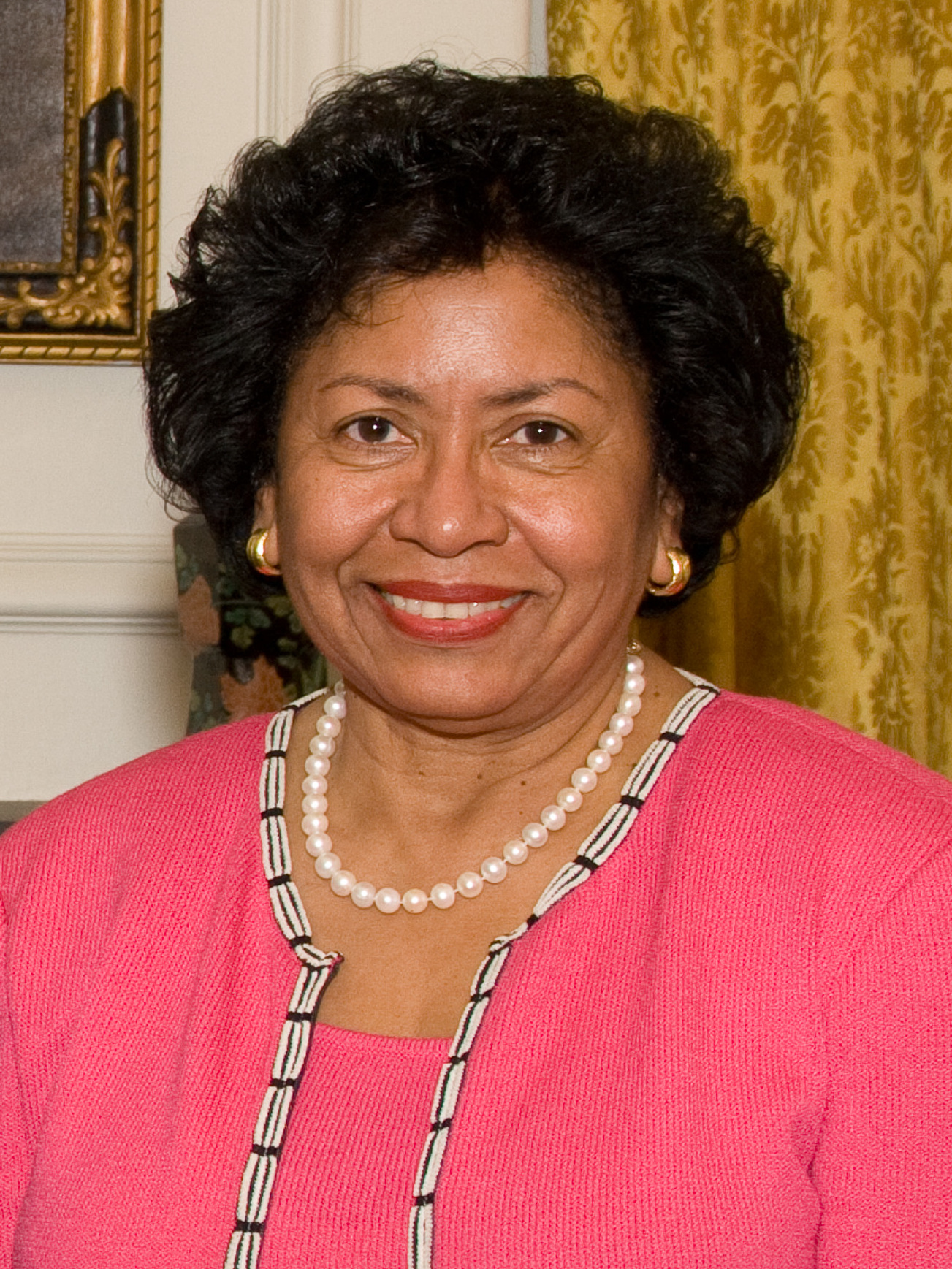
アイビーリーグ（ディラード）初のアフリカ系アメリカ人学長、ルース・シモンズ
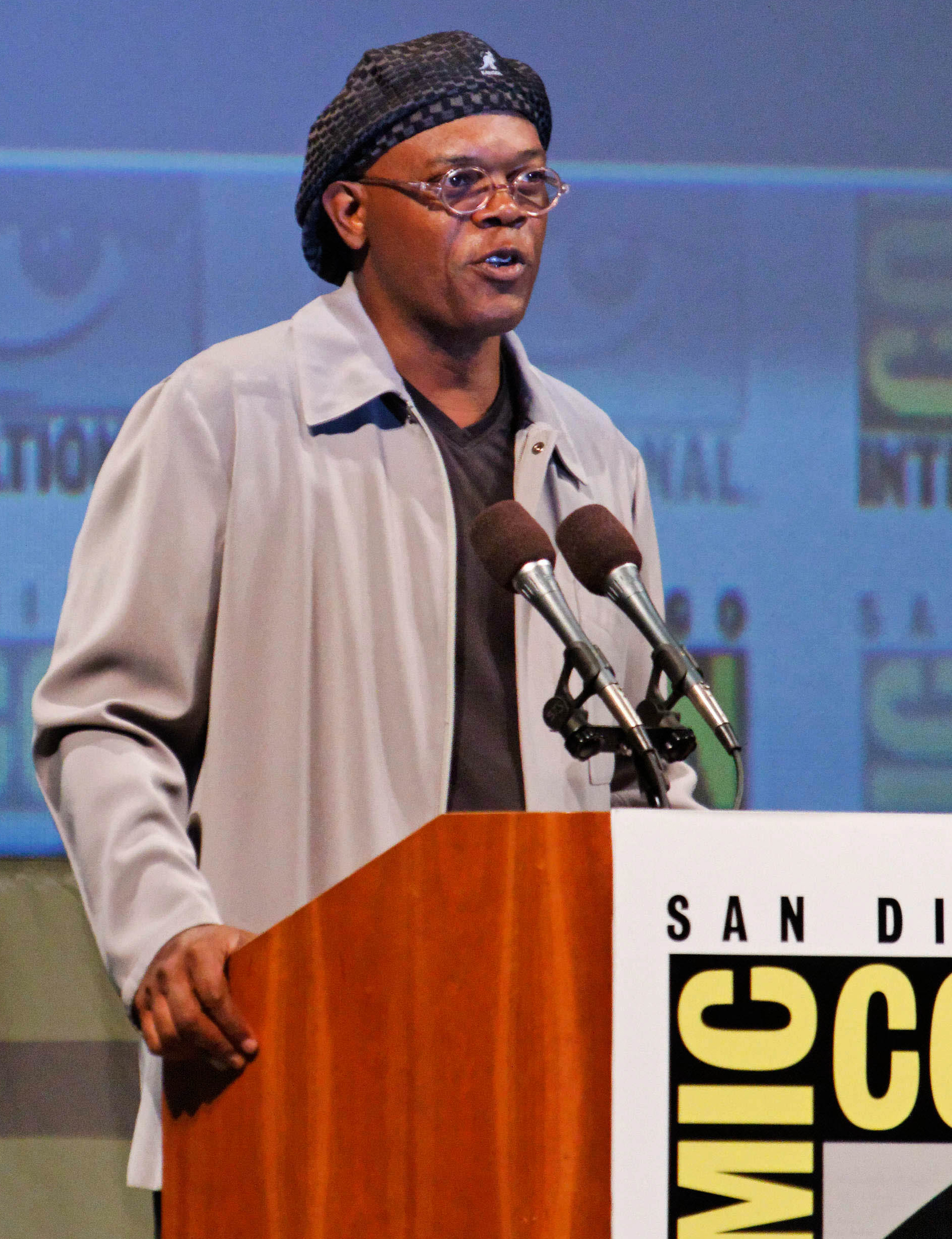
サミュエル・L・ジャクソン、俳優兼映画プロデューサー（モアハウス）
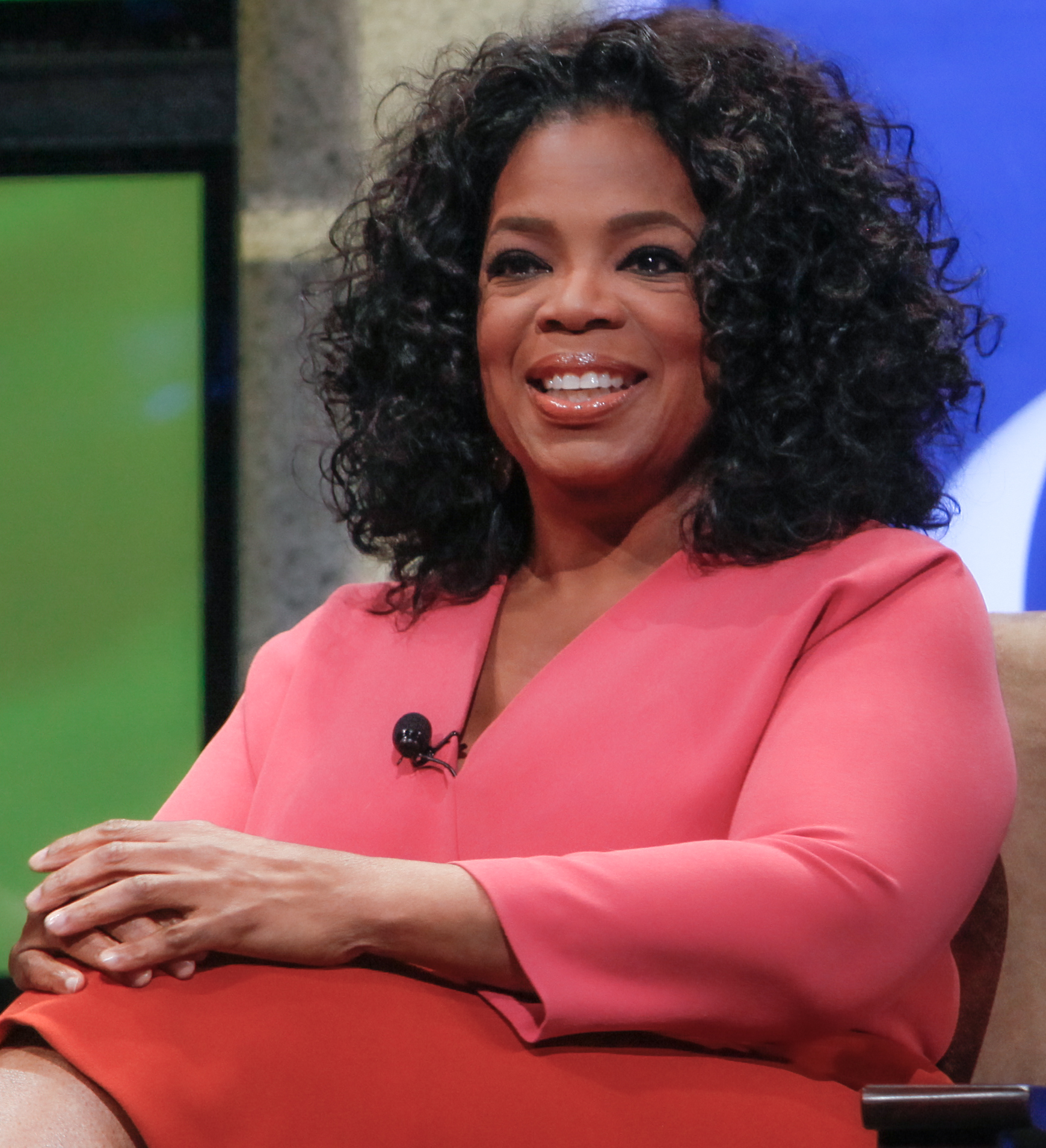
オプラ・ウィンフリー、トークショーのホストおよびメディア王（テネシー州）
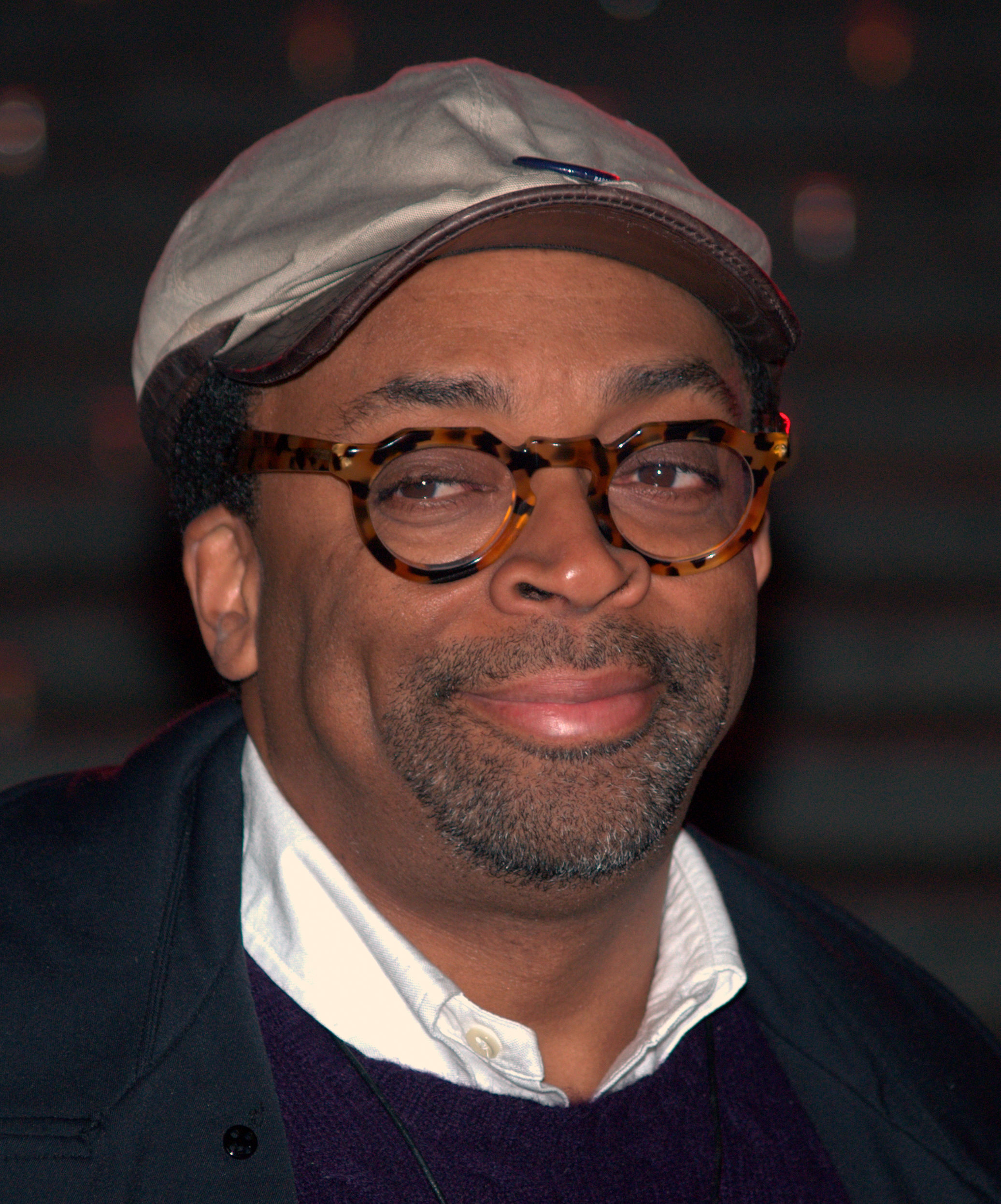
スパイク・リー、映画監督兼プロデューサー（モアハウス）
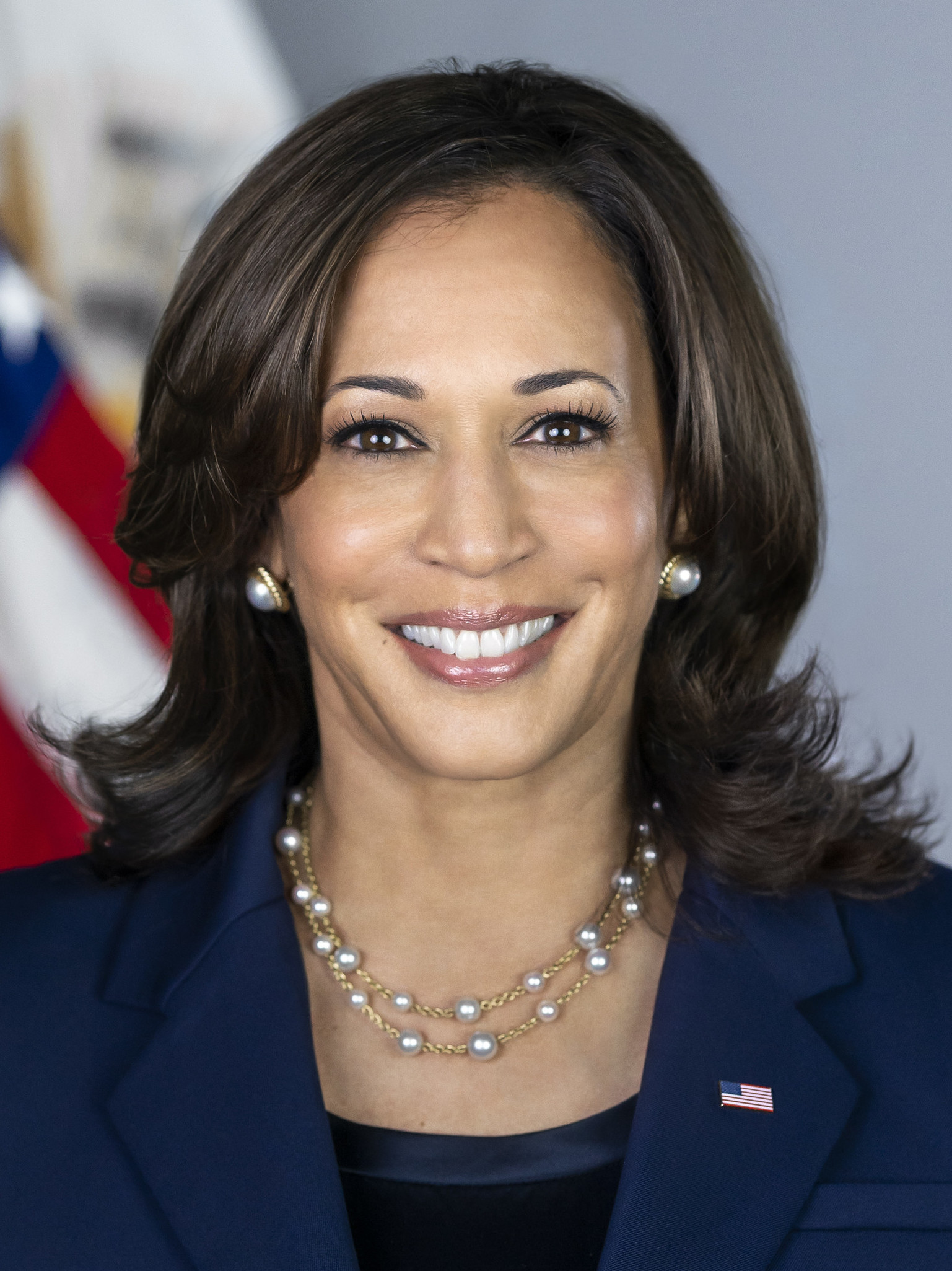
カマラ・ハリス、米国副大統領（ハワード）
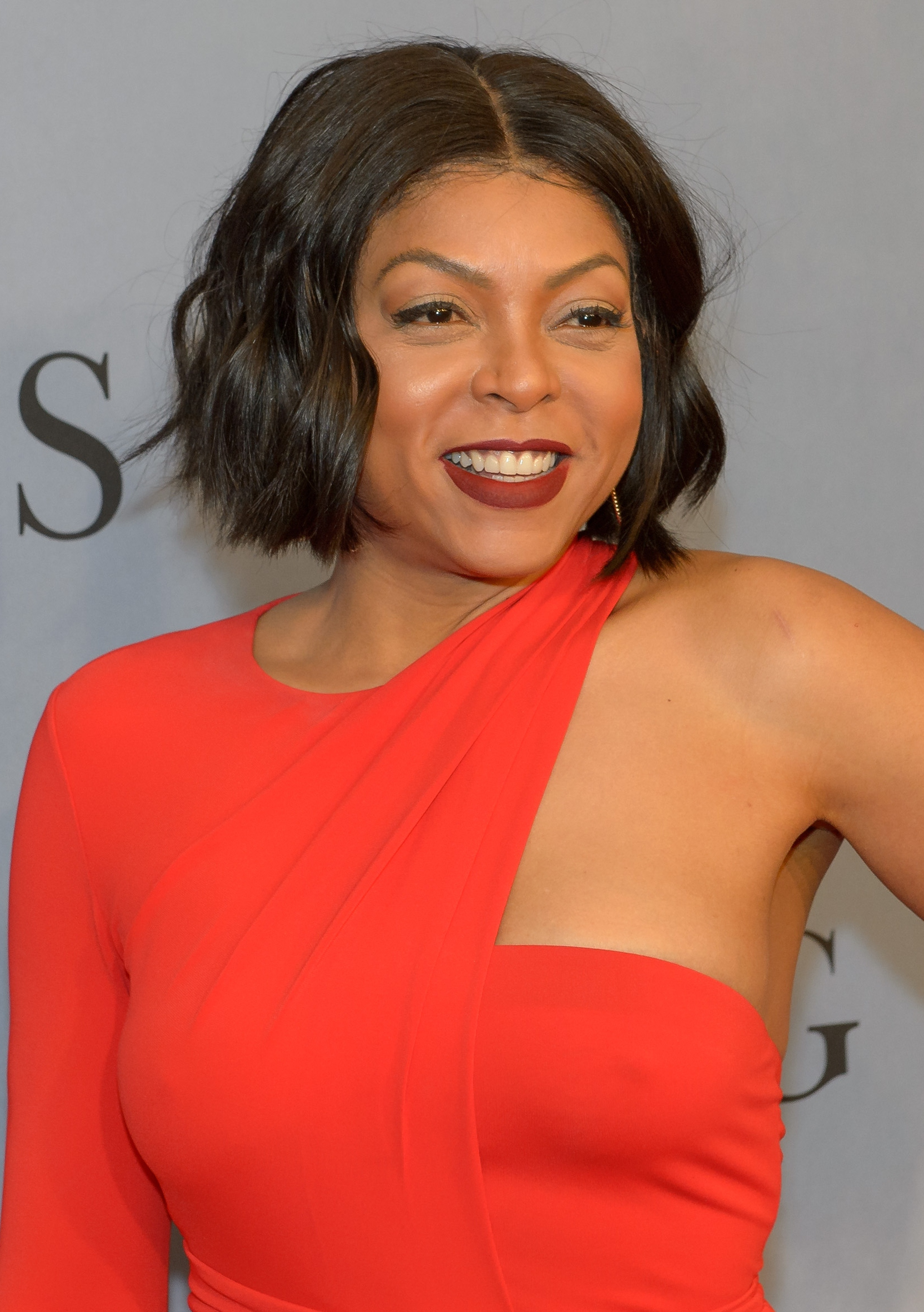
タラジ・P・ヘンソン、女優（ハワード）
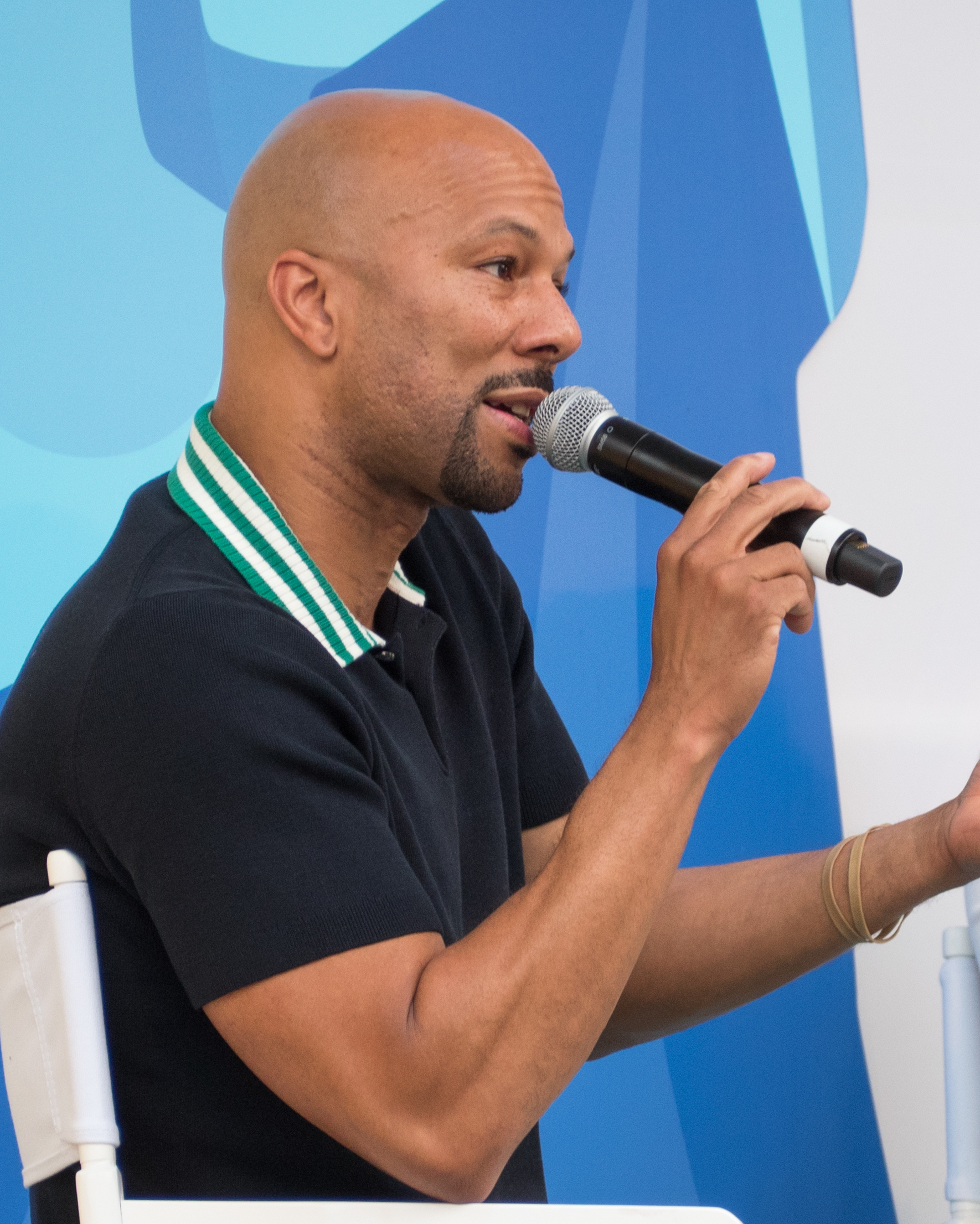
コモン、ラッパー、俳優（フロリダA＆M）
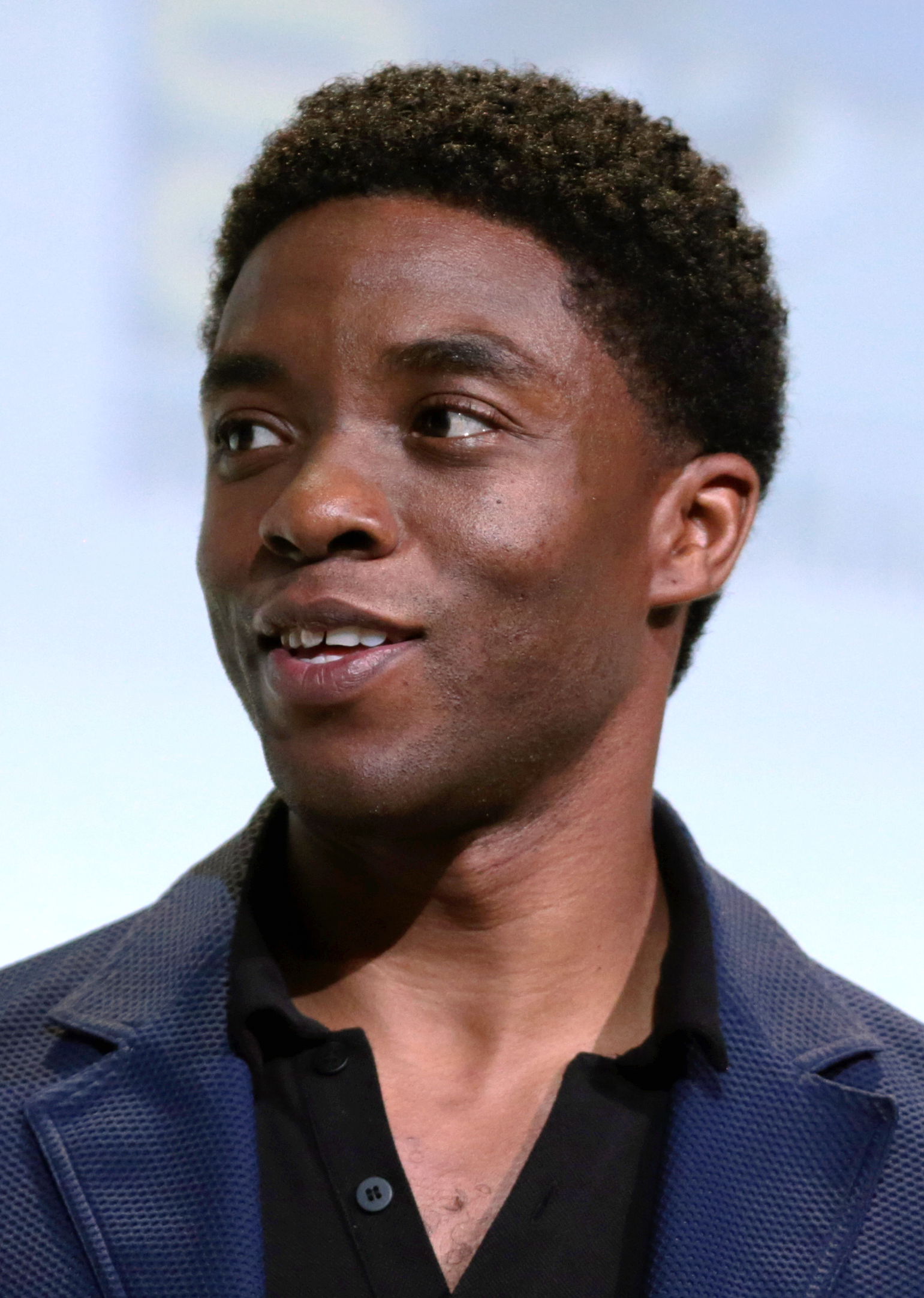
チャドウィック・ボーズマン、俳優、劇作家（ハワード）